# نينمادا
نينمادا هو اسم أطلق على إلهين منفصلين في بلاد ما بين النهرين، إله وإلهة. كانت نينمادا الأنثى ساحرة الثعابين الإلهية، وفي أسطورة إنكي ونينماه تظهر كمساعدة للإلهة التي تحمل نفس الاسم. كان يُطلق على نينمادا الذكر اسم "عابد آن" وكان يُعتبر شقيقًا للإله الثعباني نينازو. من المفترض أن هذه الآلهة يمكن دمجها جزئيًا مع بعضها البعض أو أنها تشترك في أصل مماثل، على الرغم من وجود اقتراحات تفيد بوجود نينمادا واحد فقط أيضًا في الدراسات الحديثة.

## شخصية
اسم نينمادا يعني "سيد البلاد" أو "سيدة البلاد" في اللغة السومرية. نين هو مصطلح محايد نحويًا ويمكن العثور عليه في أسماء الآلهة الأنثوية ( نينيسينا ، نينكاسي، نينمينا ) والذكور ( نينجيرسو، نينازو، نينجيشزيدا ). كان حوالي أربعين بالمائة من أقدم الآلهة السومرية تحمل مثل هذه الأسماء، بما في ذلك آلهة المدينة، ولكن أيضًا الخدم وأبناء الآلهة الرئيسية.
من المفترض أن هناك إلهين منفصلين يدعيان نينمادا، لكن أنطوان كافينيو ومانفريد كريبرنيك يعتقدان أنه من الممكن أن يكونا من نفس الأصل أو أنهما ربما اندمجا جزئيًا. اعتبر ويلفريد ج. لامبرت أن نينمادا الأنثى فقط هي التي تعمل كساحرة ثعبان إلهية. لقد قامت بهذا الدور في بلاط إنليل وأنو. يعتقد فرانس ويجرمان أن الذكر نينمادا، شقيق نينازو، وإله ساحر الثعابين هما نفس الشيء. يدعم فرانك سيمونز هذا الرأي أيضًا، حيث يفترض أنه كان هناك نينمادا واحدة فقط، وهي ساحرة ثعابين و"عابدة آن"، وهو لقب يفترض باحثون آخرون أنه يشير فقط إلى الإله الذكر. تشير قائمة الآلهة أن = أنوم إلى نينمادا باعتباره ساحرًا للثعابين و"عابدًا لأن"، ويبدو أنها تعتبر الإله ذكرًا.
وفقًا لجيريميا بيترسون، فإن وضع نينمادا باعتباره شقيقًا لنينازو قد يشير إلى أنه كان يُعتبر إلهًا مرتبطًا بالعالم السفلي. ويشير أيضًا إلى أنه في نسخ مختلفة من قائمة آلهة نيبور، يتناوب نينمادا مع نينجيشزيدا.

## يعبد
تم ذكر معبد نينمادا في ما يسمى بقائمة المعابد الكنسية بعد معابد نينكاسي، لكن موقعه غير معروف حاليًا ولم يتم الحفاظ على اسمه.
يظهر ذكر نينمادا في نقش كوديا كأحد الآلهة التي تم استحضارها للمساعدة في بناء إي-نينو، معبد نينجيرسو في جيرسو.
يذكر نص طرد الأرواح الشريرة المشار إليه باسم "جاتونج الثاني" نينمادا، "عابد آن". ويُفترض أن هذا اللقب يشير إلى الشكل الذكري لهذا الإله. نفس التسلسل يذكر نينكورا، الموصوف بأنه "السيد الذي يحفر اللازورد "، نينزاديم، نينيسيج (جزار إيكور )، كوسو (إلهة التطهير)، سيريس (المسمى هنا طباخ آنو، وهو دور غير معروف بخلاف ذلك  ) ونيسابا.
ومن المعروف أيضًا أن الأسماء الثيوفورية التي تستحضر نينمادا معروفة، على سبيل المثال أور نينمادا من الأدب السرجوني.

## الارتباطات مع الآلهة الأخرى
كان شقيق نينمادا نينازو. يلاحظ فرانس ويجرمان أن هذا التقليد معروف من مصادر من مركزي عبادة نينازو، إشنونا وإينيغي. في حين يُشار إلى إنليل باعتباره والدهم في أسطورة كيف وصل الحبوب إلى سومر، تشير دينا كاتز إلى أنه من غير المؤكد ما إذا كان ينبغي فهمه على وجه التحديد باعتباره والد نينمادا ونينازو، أو ما إذا كان يُشار إليه ببساطة على هذا النحو بسبب مكانة عالية بين الآلهة. وفقًا لأندرو ر. جورج، يمكن اعتبار ساحرة الثعابين نينمادا ابنة إلهة البيرة نينكاسي، وتظهر معها في تعدادات حاشية إنليل.
وقد اقترح أن نينمادا الذكر يمكن التعرف عليه مع أومون-سودي (أو لوغال-سودي)، الذي يظهر مع إشتاران وآلا في ترنيمة إيميسال.
تظهر أيضًا إلهة كتب اسمها على هيئة د نين ما دا إلى جانب داجان في نص من نيبور، ربما باعتبارها زوجته، ولكن من الممكن في هذه الحالة أن يُقرأ الاسم على هيئة بيليت ماتيم. لا توجد مصادر أخرى متاحة تدعم الافتراض القائل بأن نينمادا كان يُعتبر مرتبطًا بداجان.

## الأساطير
تظهر نينمادا إلى جانب نينازو في أسطورة كيف وصل الحبوب إلى سومر. ويعتبر إلهًا ذكرًا في هذه الحالة. في بداية الأسطورة، يقيد إنليل نمو الحبوب الطازجة في الجبال في أقصى الشمال. يريد نينازو أن ينقله إلى السومريين الذين يعيشون في الجنوب. وبما أنه لم يكن لديه إذن للقيام بذلك، نصحه نينمادا بطلب المساعدة من إله الشمس أوتو، ولكن بما أن بقية الرواية غير محفوظة، فمن غير المعروف كيف ساعدهم وبأي طريقة وصل المحصول في النهاية إلى سومر. يلاحظ فرانس ويجرمان أن المعلومات حول الحبوب المحفوظة في الأسطورة تبدو متوافقة مع استنتاجات علماء الآثار، حيث يُفترض أن الحبوب المستأنسة وصلت إلى بلاد ما بين النهرين من ما يسمى بالتلال المحيطة بالمنطقة.
تظهر نينمادا كواحدة من مساعدي نينماه السبعة في أسطورة إنكي ونينماه، إلى جانب نينيما، وشوزيانا، ونينشار، ونينموج، ومومودو، ونينيجينا. في هذا النص، يُفهم أنهم جميعًا آلهة ولادة ثانوية. يمكن تسمية مساعدي نينماه بشكل جماعي باسم شاسوراتو . تم اشتقاق هذا المصطلح من كلمة šassūru ، والتي تعني "الرحم"، وهي كلمة سومرية مقترضة من اللغة الأكادية . في قائمة الآلهة الأوغاريتية، تم مقارنتهم بهوتينا وهوتيلورا الحورية وكوثارات المحلية. وتعرف المجموعة الأخيرة أيضًا باسم ماري، حيث كانوا يُعرفون باسم كوشاراتوم. اسمهم مشتق من الجذر السامي kšr ، "أن يكون ماهرًا".

## روابط خارجية
- كيف وصلت الحبوب إلى سومر في مجموعة النصوص الإلكترونية للأدب السومري